# Ioduro di bismuto
Lo ioduro di bismuto o ioduro di bismuto(III) o triioduro di bismuto è il composto inorganico binario tra bismuto e iodio, con formula BiI3. In condizioni normali è un solido nero verdastro. Come composto insolubile in acqua era in passato di interesse per la chimica analitica qualitativa.

## Sintesi
BiI3 può essere preparato per sintesi diretta, scaldando una miscela di bismuto e iodio a 150-180 °C,
{\displaystyle {\ce {2Bi + 3I2 -> 2BiI3}}}
o facendo reagire una soluzione di BiCl3 in acido cloridrico con acido iodidrico,
{\displaystyle {\ce {BiCl3 + 3HI -> BiI3 + 3HCl}}}
o anche per reazione tra Bi2O3 e acido iodidrico.
{\displaystyle {\ce {2Bi2O3 + 6HI -> 2BiI3 + 3H2}}}

## Struttura
BiI3 allo stato solido è un composto parzialmente ionico. Cristallizza nel sistema esagonale, gruppo spaziale R3, con costanti di reticolo a = 752 pm e c = 2070 pm. Gli atomi di bismuto occupano in totale un terzo dei siti ottaedrici complessivi, riempiendo su strati alternati o due terzi o nessuno dei siti ottaedrici disponibili.
In fase gassosa sono presenti singole molecole BiI3 con struttura a piramide trigonale.

## Reattività
BiI3 è insolubile in acqua fredda, ma reagisce in acqua bollente formando l'ossialogenuro BiOI. BiI3 è invece solubile in alcoli, xilene e toluene. L'insolubilità in acqua era sfruttata in chimica analitica qualitativa per la ricerca di cationi Bi3+. Per effettuare questo test si aggiunge una fonte di ioni ioduro (ad esempio ioduro di potassio) al campione in esame. La formazione di un precipitato nero di BiI3 indica la presenza di cationi Bi3+. Aggiungendo un eccesso di ioduro il precipitato nero si scioglie formando una soluzione giallo-arancio dovuta alla presenza dell'anione [BiI4]–.
La reazione tra BiI3 e una soluzione di ioduro di potassio serve anche a preparare il reattivo di Dragendorff, K[BiI4], utilizzato per determinare la presenza di alcaloidi. Il nome del reattivo deriva da quello del chimico Georg Dragendorff (1836-1898).
BiI3 può reagire con basi di Lewis come eteri, fosfine e ammine per formare complessi. Un esempio è BiI3(piridina)3.

## Tossicità / Indicazioni di sicurezza
BiI3 è disponibile in commercio. Il composto è corrosivo e provoca gravi ustioni cutanee e gravi lesioni oculari. Non ci sono evidenze di effetti cancerogeni. Non sono disponibili dati su effetti ambientali.